# Matej Rodin
Matej Rodin (Spalato, 13 febbraio 1996) è un calciatore croato, difensore del Raków Częstochowa.

## Carriera
Il 19 giugno 2019, si trasferisce al Perugia in Serie B. Dopo aver non giocato nessuna partita tra campionato e coppa, il 17 febbraio 2020 è stato venduto ai croati del Varaždin.
L'11 settembre 2020, viene acquistato dalla società polacca del KS Cracovia.

## Statistiche

### Presenze e reti nei club
Statistiche aggiornate al 23 febbraio 2022.
| Stagione           | Squadra            | Campionato         | Campionato | Campionato | Coppe nazionali | Coppe nazionali | Coppe nazionali | Coppe continentali | Coppe continentali | Coppe continentali | Altre coppe | Altre coppe | Altre coppe | Totale | Totale |
| Stagione           | Squadra            | Comp               | Pres       | Reti       | Comp            | Pres            | Reti            | Comp               | Pres               | Reti               | Comp        | Pres        | Reti        | Pres   | Reti   |
| ------------------ | ------------------ | ------------------ | ---------- | ---------- | --------------- | --------------- | --------------- | ------------------ | ------------------ | ------------------ | ----------- | ----------- | ----------- | ------ | ------ |
| 2016-2017          | Sebenico           | 2.HNL              | 26         | 1          | CC              | 2               | 0               |                    | -                  | -                  |             | -           | -           | 28     | 1      |
| 2017-feb. 2018     | Aluminij           | 1.SNL              | 2          | 0          | CS              | 0               | 0               |                    | -                  | -                  |             | -           | -           | 2      | 0      |
| feb.-giu. 2018     | GOŠK Gabela        | PL                 | 14         | 2          | CB              | -               | -               |                    | -                  | -                  |             | -           | -           | 14     | 2      |
| 2018-2019          | Željezničar        | PL                 | 24         | 3          | CB              | 1               | 0               | UEL                | 1                  | 0                  |             | -           | -           | 26     | 3      |
| feb.-giu. 2020     | Varaždin           | 1.HNL              | 13         | 0          | CC              | -               | -               |                    | -                  | -                  |             | -           | -           | 13     | 0      |
| lug.-set. 2020     | Varaždin           | 1.HNL              | 2          | 0          | CC              | 0               | 0               |                    | -                  | -                  |             | -           | -           | 2      | 0      |
| Totale Varaždin    | Totale Varaždin    | Totale Varaždin    | 15         | 0          |                 | 0               | 0               |                    | -                  | -                  |             | -           | -           | 15     | 0      |
| set. 2020-2021     | KS Cracovia        | EK                 | 23         | 0          | CP              | 3               | 1               |                    | -                  | -                  | SP          | 1           | 0           | 27     | 1      |
| 2021-2022          | KS Cracovia        | EK                 | 21         | 2          | CP              | 1               | 0               |                    | -                  | -                  |             | -           | -           | 22     | 2      |
| Totale KS Cracovia | Totale KS Cracovia | Totale KS Cracovia | 44         | 2          |                 | 4               | 1               |                    | -                  | -                  |             | 1           | 0           | 49     | 3      |
| Totale carriera    | Totale carriera    | Totale carriera    | 125        | 8          |                 | 9               | 1               |                    | 1                  | 0                  |             | 1           | 0           | 136    | 9      |

## Palmarès

### Club

#### Competizioni nazionali
- Supercoppa di Polonia: 1

KS Cracovia: 2020